# Збічна
Збічна — річка в Україні, у Малинському районі Житомирської області. Ліва притока Ірши (басейн Дніпра).

## Опис
Довжина річки приблизно 2,6 км.

## Розташування
Бере початок у Крушниках. Тече переважно на південний схід і на північному сході від Гути-Логанівської (колишнє Гутка) впадає у річку Іршу, ліву притоку Тетерева.